# Rita Bennett
Rita Bennett (geboortenaam Brandon) is een personage bedacht door Jeff Lindsay voor zijn boekenreeks rond de sociopaat Dexter Morgan. Ze kwam ook voor in de televisieserie Dexter, die gebaseerd is op de boeken. Het personage werd gespeeld door Julie Benz en behoorde tot de hoofdcast van de eerste vier seizoenen.
In de boeken beschouwt Dexter zijn vriendin Rita slechts als een deel van zijn vermomming, die ervoor moet zorgen dat hij als een normaal mens overkomt. Later geeft hij toe dat hij toch gevoelens voor haar heeft en in het derde boek, Dexter in the Dark, trouwt hij zelfs met haar. In de televisieserie wordt Rita afgebeeld als een liefhebbende en bezorgde moeder die door het misbruik van haar ex-man, Paul Bennett, met psychische problemen kampt. Rita is de moeder van Astor Bennett (Christina Robinson) en Cody Bennett (Preston Bailey) en bevalt later van Dexters' zoontje Harrison in de televisieserie, of van Dexters' dochtertje Lily Anne in de boekenreeks.
Benz ontving positieve kritieken voor de vertolking van Rita en won een Satellite Award en een Saturn Award, en ze werd ook genomineerd voor een Screen Actors Guild Award. Executive producer Clyde Phillips verklaarde dat de crew niet op de hoogte was van het feit dat Rita zou sterven. Benz zelf werd pas op de hoogte gebracht de dag voor het script van de bewuste aflevering werd uitgedeeld en was zeer teleurgesteld, maar zei nadien dat ze de fatale scène 'vrij poëtisch' vond. Het verdwijnen van het personage werd door critici als controversieel gezien; een van hen noemde dit zelfs een van de meest choquerende sterfgevallen ooit op televisie.

## Verschijning

### Boeken
Rita Bennett is een personage in de boekenreeks Dexter van Jeff Lindsay. Ze komt in alle tot op heden verschenen boeken voor. In de boekenreeks lijkt de liefde van Dexter voor Rita minder vergaand dan in de televisieserie; hij beschouwt haar in de eerste plaats als een deel van zijn "vermomming". In de televisieserie begint Dexter ook een relatie met Rita om meer normaal te lijken, maar geeft hij nadien toe dat hij gevoelens voor haar heeft.
In het eerste boek, Darkly Dreaming Dexter, zijn de twee al samen, maar wordt gezegd dat Dexter toenadering tot haar heeft gezocht om een normaal sociaal voorkomen te verkrijgen. Omdat ze mishandeld werd door haar ex-man, verwacht Rita niet veel van Dexter. Aan het einde van het boek geeft Dexter toe dat hij houdt van haar kinderen, Astor en Cody. Door een groot misverstand, verloven ze zich in Dearly Devoted Dexter en trouwen ze aan het einde van Dexter in the Dark. In de televisieserie wordt gezegd dat Debra hen gekoppeld heeft; in de boekenreeks blijft het onduidelijk hoe de twee elkaar hebben ontmoet. Ook in de boeken blijkt Rita een behoorlijke sportfreak en neemt ze Dexter vaak mee om bijvoorbeeld te gaan joggen of lange fietstochten te maken. In het vijfde boek, Dexter is Delicious, krijgt ze samen met Dexter een dochter Lily Anne.
In de boeken ontdekt Dexter dat Rita's kinderen, Cody en Astor, dezelfde sociopathische trekjes als hem beginnen te vertonen, en besluit hij hen dezelfde "opleiding" te geven die hij kreeg van zijn pleegvader Harry Morgan; namelijk, hen te leren hoe ze voorzichtige, doelgerichte moordenaars kunnen worden van zij die "het verdienen". Rita blijft in het ongewisse over de ware aard van hun relatie.

### Televisie
Rita Benett verschijnt in de eerste aflevering als Dexter Morgans' vriendin. Ze blijkt mishandeld en seksueel misbruikt te zijn door haar ex-man, Paul Bennett. Dexters' zus Debra Morgan ontving indertijd een oproep over huishoudelijk geweld en redde haar leven. Rita heeft ook twee kinderen, Astor en Cody Bennett. Onwetend over Dexters' leven als seriemoordenaar, fungeert ze doorheen het eerste seizoen vaak als zijn grootste steun. Ze speelt een grote rol in de aflevering "Return to Sender", waarin Paul Bennett wordt vrijgelaten uit de gevangenis en naar het verjaardagsfeest van zijn dochter wil komen. In "Circle of Friends" maakt Rita hem duidelijk dat hij zijn kinderen voorlopig enkel onder toezicht te zien krijgt, voordat ze toestemming geeft voor vrije momenten. Paul gaat aanvankelijk akkoord, maar in de aflevering "Father Knows Best" hervalt Paul in zijn oude gewoonten en gebruikt hij geweld om zijn kinderen te zien. Hij dringt haar huis binnen en Rita verdedigt zich door hem neer te slaan met een honkbalknuppel. Paul dient een klacht in tegen Rita en bedreigt ook Dexter. Dexter slaagt hem KO en voert hem terug naar zijn hotel, waar hij doet uitschijnen dat Paul drugs gebruikt heeft. Dexter waarschuwt de politie en de onder voorwaarden vrijgelaten Paul belandt terug in de gevangenis.
In seizoen 2 gaan Rita en haar kinderen Paul bezoeken in de gevangenis. Hij vertelt Rita dat hij er ingeluisd is door Dexter en dat zij de enige is die hem kan helpen dit te bewijzen. Rita weet wel degelijk meer over het gebeuren, maar weigert dit toe te geven. Diezelfde nacht krijgt Rita een telefoontje vanuit de gevangenis; Paul is na een gevecht met zijn medegevangene gestorven. Als ze later Dexter confronteert met haar vermoedens rond de drugszaak, geeft Dexter toe dat hij "een verslaving" heeft. Rita denkt dat Dexter drugsverslaafd is en dreigt ermee hem te verlaten als hij zich niet laat behandelen. Dexter sluit zich onder dwang aan bij een praatgroep, waar hij benaderd wordt door de flirterige Lila Tournay. Wanneer Rita er onder invloed van haar moeder achter komt dat Dexter en Lila er geregeld samen op uittrekken, maakt ze een einde aan hun relatie.
Later komt Dexter zich verontschuldigen en zegt hij dat zijn affaire met Lila een vergissing was. Rita twijfelt om hem te vergeven, maar uiteindelijk komen ze toch weer samen. Intussen zoekt Lila toenadering tot Dexters' collega Angel Batista, die ze later beschuldigt van verkrachting. In de laatste aflevering van seizoen trekt Lila naar het huis van Rita en ontvoert ze Astor en Cody. Dexter komt haar op het spoor, maar wordt overmeesterd door Lila, die hem en de kinderen opsluit in haar appartement en het vervolgens in brand steekt. Ze kunnen op het laatste nippertje ontsnappen.
Aan het begin van seizoen 3 realiseert Rita zich tijdens een zoveelste eetbui dat ze zwanger is. Rita wil graag gaan samenwonen met Dexter. Wanneer blijkt dat hij dit niet ziet zitten, is ze razend. Uiteindelijk komt alles weer goed en vraagt Dexter haar ten huwelijk. In de seizoensfinale trouwen ze.
Bij de start van seizoen 4 wonen Dexter en Rita samen met Astor, Cody en de pasgeboren baby Harrison in een chique wijk. Dexter en Rita zijn dolgelukkig, maar na verloop van tijd lijkt het terug de verkeerde kant uit te gaan met hun relatie en gaan ze in therapie. Tijdens Thanksgiving, wanneer Dexter voor een zoveelste keer op zich laat wachten, kust ze buurman Elliot. Intussen opent Dexter de jacht op "Trinity Killer" Arthur Mitchell. Wanneer Dexter na de moord terugkeert naar huis, treft hij er Rita dood aan in de badkuip. Hun baby Harrison zit te wenen in een grote plas bloed van Rita, net op dezelfde manier als Dexter indertijd achterbleef in een plas bloed van zijn vermoorde moeder.
Julie Benz herneemt haar rol nog een laatste maal in de daaropvolgende aflevering, de eerste aflevering van het vijfde seizoen, waarin een flashback van hun eerste afspraakje wordt getoond en ze ook nog te zien is als lijk.

## Ontwikkeling

### Casting en karaktervorming
Het personage Rita werd aanvankelijk bedacht door Jeff Lindsay voor zijn boekenreeks rond de sociopaat Dexter Morgan en ze komt voor in elk boek uit de reeks. Clyde Phillips en Melissa Rosenberg wouden deze rol ook in de televisieserie Dexter onderbrengen. Julie Benz kreeg een kopie van het script in 2005 en werd ter auditie gevraagd. Ze was aangenaam verrast, omdat het volgens haar een van de beste startscripts was die ze ooit had gelezen. Ze werd ook gevraagd om de rol van Debra uit te proberen en grapte dat ze nooit de rol van Dexter zou willen spelen. Benz was een grote fan van Michael C. Hall, omwille van zijn in de serie Six Feet Under. Benz bleef vier seizoenen in de serie, tot haar personage werd vermoord.
Rita wordt in de serie afgebeeld als een liefhebbende en bezorgde moeder. Door het misbruik van haar ex-man, heeft Rita geen zin in seks, wat de heimelijk aseksuele Dexter goed uitkomt. Aan het begin van seizoen 2 werd Benz door de makers benadert met de vraag of ze het zag zitten om van Rita een grotere en sterkere rol te maken, veel minder breekbaar dan in het eerste seizoen. Benz vond dit jammer, omdat ze net zeer graag die broze kant vertolkte.

### Dood
Rita stierf op vraag van de producers, maar dit werd tot op het laatste moment geheim gehouden. De media kreeg enkel te horen dat aan het einde van het vierde seizoen er iets zou gebeuren wat de hele serie zou doen omslaan. Er werden heuse veiligheidsmaatregelen genomen om te voorkomen dat het geheim rond te seizoensfinale voortijdig zou uitlekken. Alle crewleden waren verplicht om een verklaring van zwijgplicht te ondertekenen. Er werden ook valse scripts vrijgegeven, om het echte te beschermen. Tijdens de bewuste opnames mochten enkel de essentiële cast- en crewleden aanwezig zijn.
Clyde Phillips zei achteraf dat zelfs het grootste deel de crew pas op het allerlaatste moment wist wat er zou gebeuren, maar dat sommigen de dood van Rita wel als onvermijdbaar aanvoelden naarmate het verhaal vorderde. Benz zelf was teleurgesteld, omdat ook zij tot kort voor de opnames niet officieel op de hoogte was gebracht, terwijl tegenspeler John Lithgow dit al sinds het begin van het seizoen zou geweten hebben. Philipps zei dat de makers zich verplicht voelden om meer te doen dan gewoon de "Trinity Killer" te vermoorden in de laatste aflevering, omdat ze na het derde seizoen vonden dat ze met de toenmalige antagonist Miguel Prado, gespeeld door Jimmy Smits, niet ver genoeg waren gegaan. De schrijvers dachten eerst aan een verhaallijn waarbij Debra achter het geheime leven van Dexter zou komen, maar vreesden dat dat te drastisch zou zijn voor het verdere verloop van de serie. Benz had van collega David Zayas het gerucht opgevangen dat haar personage zou sterven in de laatste aflevering, maar ze werd pas door de makers op de hoogte gebracht de dag voordat het bewuste script werd uitgedeeld. Clyde Philips zei dat Benz zeer teleurgesteld was omwille van de beslissing, maar dit professioneel opnam.